# Amphoe Nam Pat
Amphoe Nam Pat (Thai อำเภอ น้ำปาด, Aussprache: ʔāmpʰɤ̄ː náːm pàːt) ist ein Landkreis (Amphoe – Verwaltungs-Distrikt) im Osten der Provinz Uttaradit. Die Provinz Uttaradit liegt in der Nordregion von Thailand.

## Geographie
Benachbarte Landkreise (von Süden im Uhrzeigersinn): die Amphoe Chat Trakan der Provinz Phitsanulok sowie Thong Saen Khan, Tha Pla der Provinz Uttaradit. Im Norden Na Muen der Provinz Nan sowie Fak Tha und Ban Khok aus Uttaradit. Im Osten befindet sich die laotische Provinz Sayaburi.

## Wirtschaft
Im Landkreis Nam Pat werden handgewobene Baumwollstoffe hergestellt. Diese Baumwollstoffe mit traditionellen Mustern sind Fünf-Sterne-OTOP-Produkte.

## Geschichte
1917 wurde der Kreis nach seinem Haupt-Tambon Saen To benannt, 1932 bekam er seinen historischen Namen Nam Pat wieder zurück.
Mit Wirkung vom 14. Februar 2015 wurde das Tambon Tha Faek vom Nachbar-Amphoe Tha Pla dem Amphoe zugeordnet, da mit dem Sirikit-Stausee dieser vom Rest des Amphoe abgetrennt wurde, und die Behörden in Nam Pat näherlagen.

## Sehenswürdigkeiten
- Nationalparks:
  - Nationalpark Khlong Tron (Thai: อุทยานแห่งชาติคลองตรอน) – 518 km² großer Park, der hauptsächlich aus unberührtem Dschungel besteht. Der höchste Berg ist der Doi Phu Miang (ยอดดอยภูเมี่ยง) mit einer Höhe von 1656 Metern. Sehenswert sind auch die zahlreichen Wasserfälle, wie die drei Huai-Kom-Wasserfälle (น้ำตกห้วยคอม), drei nahe beieinander liegende Fälle mit einer Fallhöhe von 20 Metern, oder der Wasserfall Huai Sai (น้ำตกห้วยทราย) mit einer Fallhöhe von 35 Metern. In den Bergen können auch zwei Höhlen besichtigt werden.

## Verwaltung

### Provinzverwaltung
Der Landkreis Nam Pat ist in sieben Tambon („Unterbezirke“ oder „Gemeinden“) eingeteilt, die sich weiter in 58 Muban („Dörfer“) unterteilen.
| Nr. | Name      | Thai    | Muban | Einw. |
| --- | --------- | ------- | ----- | ----- |
| 01. | Saen To   | แสนตอ   | 09    | 8.417 |
| 02. | Ban Fai   | บ้านฝาย  | 09    | 7.023 |
| 03. | Den Lek   | เด่นเหล็ก | 06    | 4.228 |
| 04. | Nam Khrai | น้ำไคร้   | 09    | 5.964 |
| 05. | Nam Phai  | น้ำไผ่    | 08    | 3.989 |
| 06. | Huai Mun  | ห้วยมุ่น   | 08    | 2.895 |
| 07. | Tha Faek  | ท่าแฝก   | 09    | 4.434 |

### Lokalverwaltung
Es gibt eine Kommune mit „Kleinstadt“-Status (Thesaban Tambon) im Landkreis:
- Nam Pat (Thai: เทศบาลตำบลน้ำปาด) bestehend aus Teilen des Tambon Saen To.

Außerdem gibt es sieben „Tambon-Verwaltungsorganisationen“ (องค์การบริหารส่วนตำบล – Tambon Administrative Organizations, TAO)
- Saen To (Thai: องค์การบริหารส่วนตำบลแสนตอ) bestehend aus Teilen des Tambon Saen To.
- Ban Fai (Thai: องค์การบริหารส่วนตำบลบ้านฝาย) bestehend aus dem kompletten Tambon Ban Fai.
- Den Lek (Thai: องค์การบริหารส่วนตำบลเด่นเหล็ก) bestehend aus dem kompletten Tambon Den Lek.
- Nam Khrai (Thai: องค์การบริหารส่วนตำบลน้ำไคร้) bestehend aus dem kompletten Tambon Nam Khrai.
- Nam Phai (Thai: องค์การบริหารส่วนตำบลน้ำไผ่) bestehend aus dem kompletten Tambon Nam Phai.
- Huai Mun (Thai: องค์การบริหารส่วนตำบลห้วยมุ่น) bestehend aus dem kompletten Tambon Huai Mun.
- Tha Faek (Thai: องค์การบริหารส่วนตำบลท่าแฝก) bestehend aus dem kompletten Tambon Tha Faek.